# Arhopala japonica
Arhopala japonica es una especie de lepidóptero de la familia Lycaenidae. Se distribuye por Indochina, Japón, las Islas Ryukyu, la península de Corea y Taiwán.
Tiene una envergadura de alas de 24-30 mm.
Las larvas se alimentan de Pasania edulis, Pasania glabra, Quercus acuta, Quercus glauca, Quercus serrata, Quercus stenophylla, Cyclobalanopsis glauca, Cyclobalanopsis gilva y Cyclobalanopsis acuta.

## Subespecies
- Arhopala japonica japonica
- Arhopala japonica kotoshona (Taiwán)

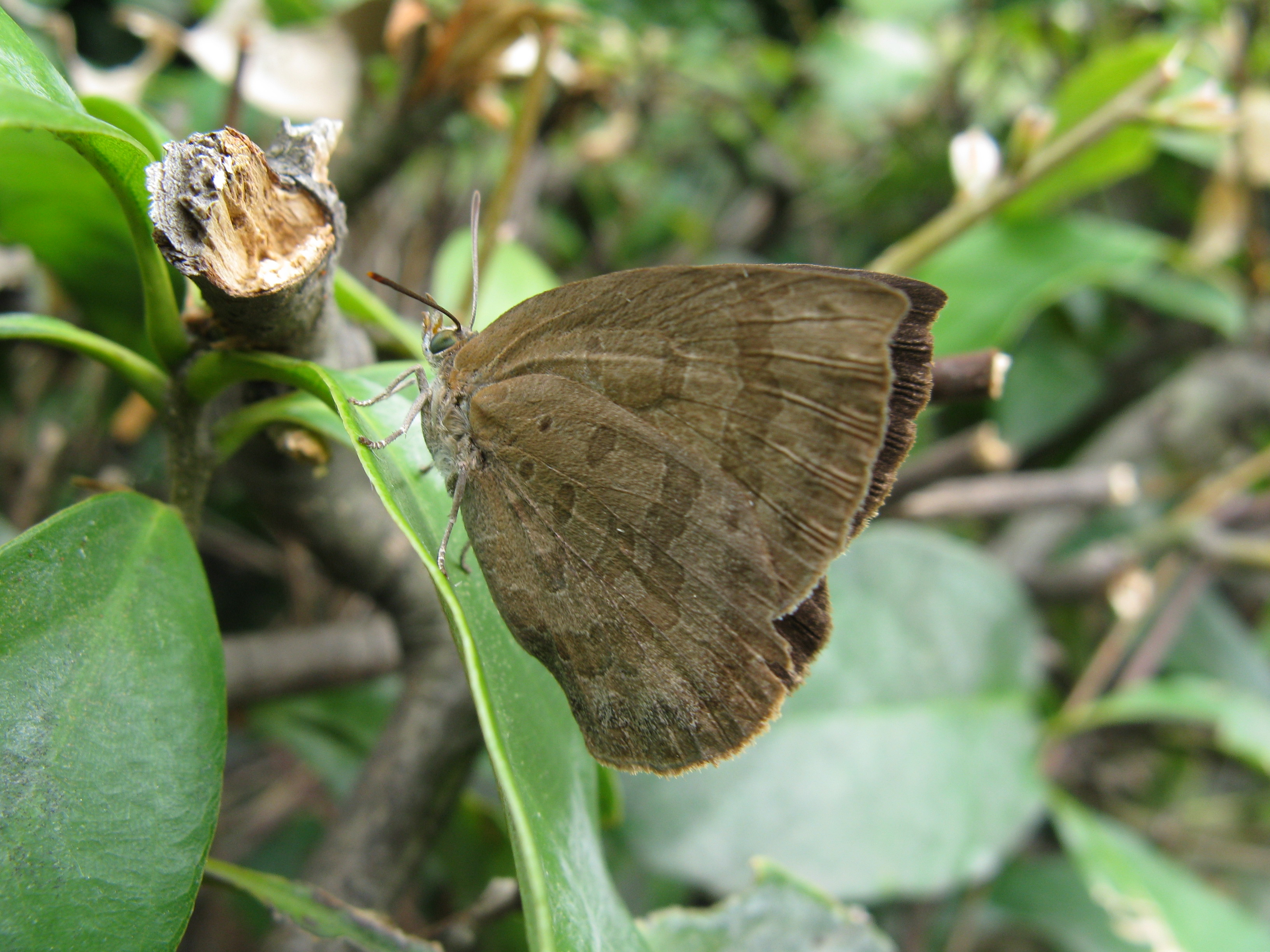